# Adolf Bolte

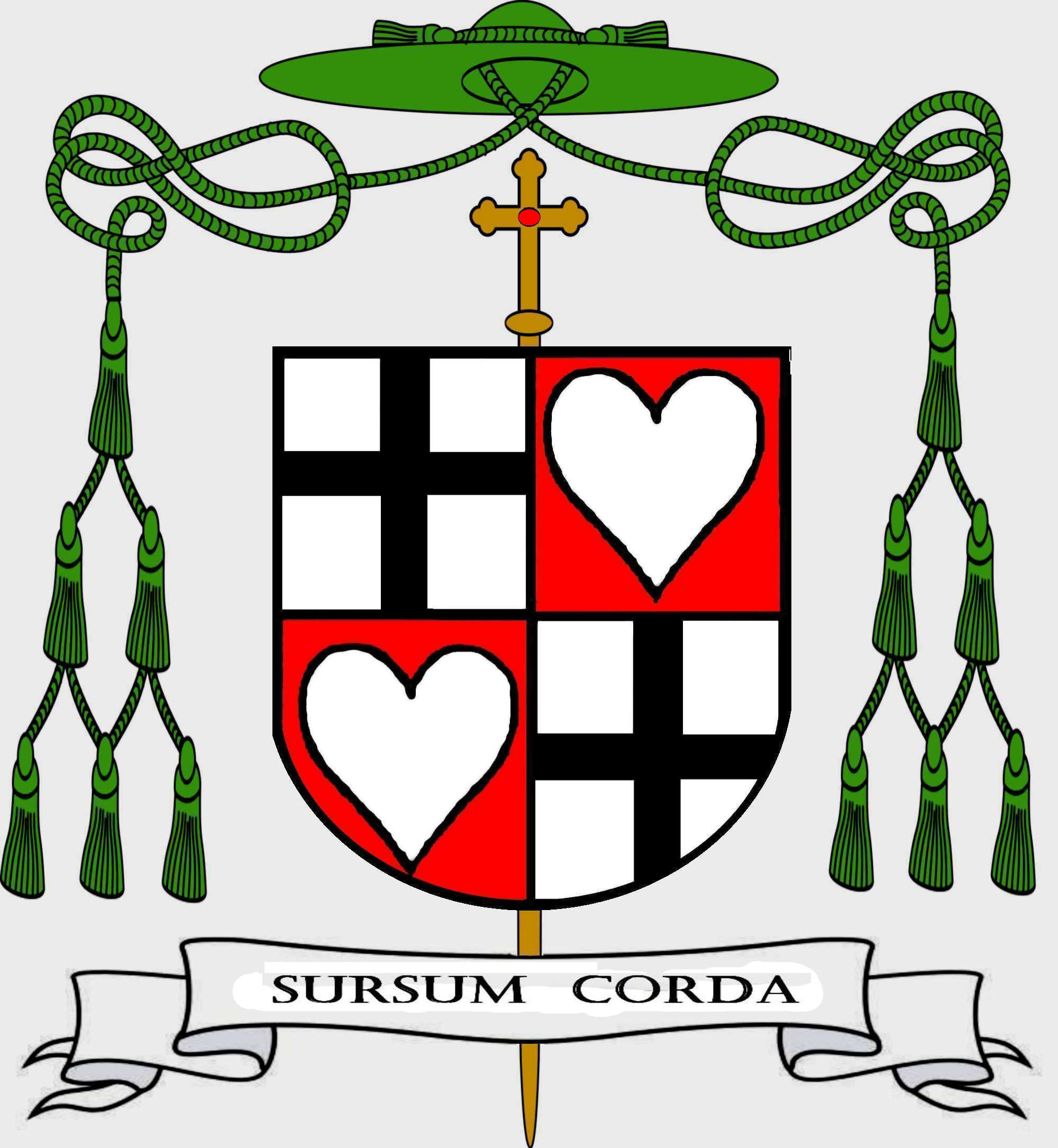
Wappen als Bischof von Fulda (1959–1974)

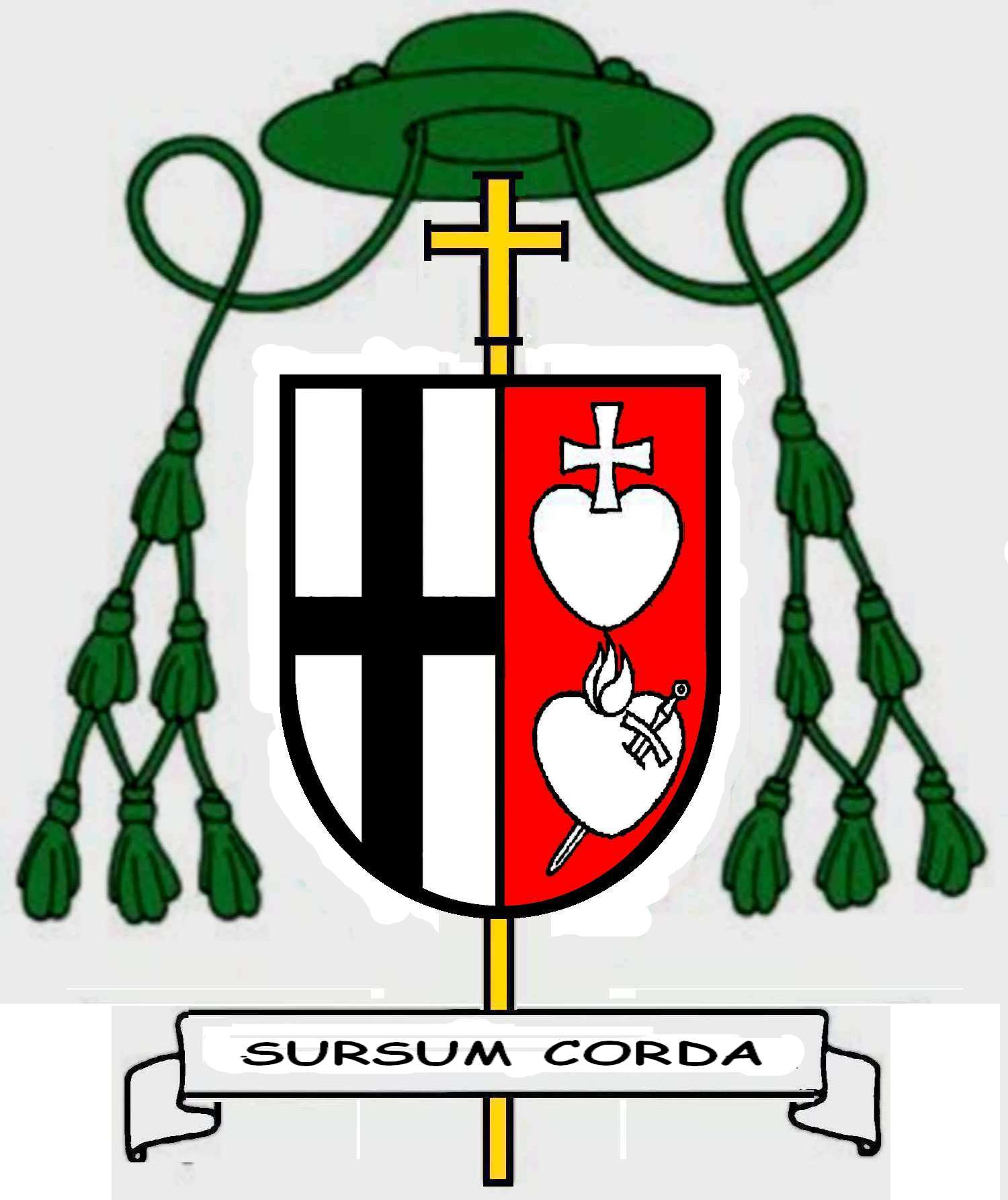
Wappen als Weihbischof in Fulda (1945–1959)

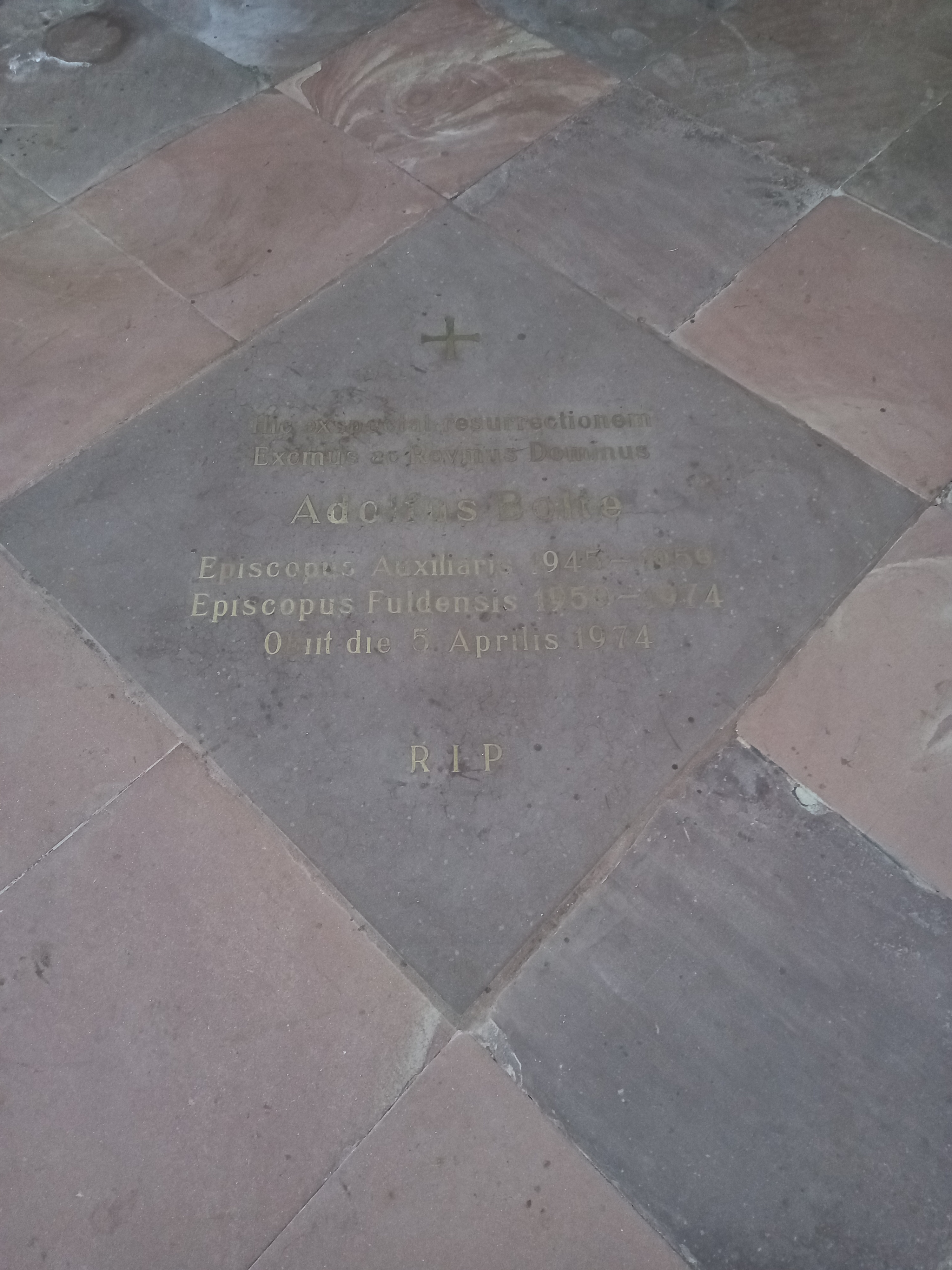
Das Grab von Adolf Bolte im Fuldaer Dom

Adolf Bolte (* 15. November 1901 in Hannover; † 5. April 1974 in Fulda) war Bischof von Fulda.

## Leben
Die Eltern von Adolf Bolte kamen aus dem Eichsfeld, der Vater war Maurermeister und betrieb ein Baugeschäft. Bolte besuchte das Gymnasium in Heiligenstadt und wohnte im bischöflichen Konvikt. Nach dem Abitur 1922 studierte er Theologie in Paderborn, Freiburg und Innsbruck. Hier wurde er jeweils aktives Mitglied von Korporationen des Kartellverbandes katholischer deutscher Studentenvereine (KV), in Paderborn bei der Teutoburg, in Freiburg bei der Germania-Hohentwiel und beim KStV Rhenania Innsbruck.
Nach der Priesterweihe 1928 war Bolte zunächst Seelsorger in verschiedenen Orten im Eichsfeld, 1931 wurde er in Heiligenstadt Präfekt am Bischöflichen Knabenkonvikt und 1941 Dekan und Propst an St. Marien. 1945 ernannte ihn Papst Pius XII. zum Titularbischof von Cibyra und zum Weihbischof in Fulda. Die Bischofsweihe spendete ihm im noch zerstörten Dom von Fulda am 29. Juni 1945 der damalige Bischof von Fulda, Johann Baptist Dietz; Kokonsekratoren waren der Hildesheimer Bischof Joseph Godehard Machens und der Paderborner Weihbischof Augustinus Philipp Baumann.
Als Weihbischof unterstand Bolte das gesamte kirchliche Bauwesen, er leitete auch den Wiederaufbau des Doms in Fulda, der 1954 zum Bonifatiusjubiläum abgeschlossen werden konnte. 1955 wurde Bolte auch noch Generalvikar des Bistums. Nach dem altersbedingten Rücktritt von Dietz wurde Bolte 1959 vom Fuldaer Domkapitel zum Bischof gewählt und am 30. Juni 1959 von Papst Johannes XXIII. zum Bischof von Fulda ernannt.
Bolte hat in seiner gesamten Amtszeit den Bau von über 100 Kirchen und Kapellen in die Wege geleitet. Besonders am Herzen lag ihm die religiöse Weiterbildung der Katholiken in seinem Bistum. 1965 gründete Bolte in Fulda die Theologische Hochschule. Er gründete ferner das Religionssoziographische Institut der Diözese, das vor dem zweiten Vatikanischen Konzil differenzierte Untersuchungen zum Kirchenbesuch vorlegen konnte.
Im Jahre 1968 erlitt er einen Schlaganfall, von dem er sich nicht mehr völlig erholen konnte. Er starb 1974 nach einem Herzinfarkt und wurde in der Johanneskapelle im Dom zu Fulda beigesetzt.

## Bischofswappen
Der Wappenschild des Weihbischofs, gespalten, zeigt vorne in Silber/weiß ein schwarzes Balkenkreuz, das Wappen des Bistums Fulda (Fürstabtei Fulda), hinten in Rot zwei weiß/silberne Herzen übereinander, oben mit einem weiß/silbernen Kreuz (Herz Jesu), unten mit einem weiß/silbernen Schwert durchbohrt, aus dem weiß/silberne Flammen schlagen (Herz-Mariae).
Hinter dem Schild stehend das Bischofskreuz, darüber der grüne Galero (Bischofshut) mit den jeweils sechs herunterhängenden grünen Quasten (fiocchi). Sein Wahlspruch Sursum corda (Empor die Herzen), aus der Einleitung zur Präfation. Der Wappenschild des Bischofs, viergeteilt zeigt in Feld 1 und 4 das Bistumswappen und in Feld 2 und 3 in Rot, ein weiß/silbernes Herz.

## Würdigungen
Bolte war Ehrenringträger und Ehrenbürger von Fulda, ferner Träger des Großen Verdienstkreuzes mit Stern des Verdienstordens der Bundesrepublik Deutschland (1969). Die katholische Studentenverbindung Thuringia Marburg im KV ernannte ihn zu ihrem Ehrenphilister.
Die Adolf-Bolte-Straße in Fulda ist nach ihm benannt.